# Andri Baldursson
Andri Fannar Baldursson (Kópavogur, 10 januari 2002) is een IJslands voetballer die doorgaans speelt als middenvelder. In juli 2025 verruilde hij Bologna voor Kasımpaşa. Baldursson maakte in 2020 zijn debuut in het IJslands voetbalelftal.

## Clubcarrière
Baldursson begon met voetballen bij Breiðablik. Bij deze club maakte hij zijn debuut op 29 september 2018, in een thuiswedstrijd tegen KA Akureyri (4–0 winst). Hier mocht hij tien minuten voor tijd invallen. Het bleef bij deze ene wedstrijd, want in januari 2019 werd hij voor een half jaar gehuurd door Bologna. Hij maakte genoeg indruk bij het jeugdteam onder 19 jaar (Primavera) dat de Italiaanse club hem in de daarop volgende zomer volledig overnam. Baldursson speelde bij zijn nieuwe club zestien officiële wedstrijden in twee seizoenen, waarna FC Kopenhagen hem huurde. Hij kwam tot acht officiële duels in de Deense hoofdstad en werd met zijn club Deens landskampioen.
In de zomer van 2022 huurde N.E.C. de IJslander voor een seizoen, waarbij de Nijmeegse club ook een optie tot koop op hem verkreeg. Op 7 augustus 2022 maakte hij als invaller voor Dirk Proper zijn debuut voor N.E.C. in de met 0–1 verloren thuiswedstrijd tegen FC Twente. Op 8 februari 2023 maakte Baldursson in de bekerwedstrijd tegen Feyenoord (4–4, verloren na strafschoppen) zijn basisdebuut voor N.E.C. Op de laatste speelronde maakte hij tegen Fortuna Sittard (1–1) zijn basisdebuut in de Eredivisie door schorsingen van Dirk Proper en Lasse Schöne. Dit zou zijn laatste optreden voor N.E.C. zijn, aangezien de optie tot koop niet gelicht werd. Hij speelde twaalf keer voor de Nijmeegse club. In het seizoen 2023/24 werd hij door Bologna verhuurd aan het Zweedse IF Elfsborg, uitkomend in de Allsvenskan. In juli 2024 werd de verhuurperiode met een half jaar verlengd, tot het einde van het kalenderjaar. In juli 2025 verkaste hij voor circa vijfhonderdduizend euro naar Kasımpaşa, waar hij voor drie jaar tekende.

## Clubstatistieken
| Seizoen | Club            | Competitie  | Competitie | Competitie | Beker | Beker | Internationaal | Internationaal | Totaal | Totaal |
| Seizoen | Club            | Competitie  | Wed.       | Dlp.       | Wed.  | Dlp.  | Wed.           | Dlp.           | Wed.   | Dlp.   |
| ------- | --------------- | ----------- | ---------- | ---------- | ----- | ----- | -------------- | -------------- | ------ | ------ |
| 2018    | Breiðablik      | Úrvalsdeild | 1          | 0          | 0     | 0     | —              | —              | 1      | 0      |
| 2018/19 | → Bologna       | Serie A     | 0          | 0          | 0     | 0     | —              | —              | 0      | 0      |
| 2019/20 | Bologna         | Serie A     | 7          | 0          | 0     | 0     | —              | —              | 7      | 0      |
| 2020/21 | Bologna         | Serie A     | 8          | 0          | 1     | 0     | —              | —              | 9      | 0      |
| 2021/22 | → FC Kopenhagen | Superligaen | 3          | 0          | 1     | 0     | 4              | 0              | 8      | 0      |
| 2022/23 | → N.E.C.        | Eredivisie  | 11         | 0          | 1     | 0     | —              | —              | 12     | 0      |
| 2023    | → IF Elfsborg   | Allsvenskan | 11         | 0          | 1     | 0     | —              | —              | 12     | 0      |
| 2024    | → IF Elfsborg   | Allsvenskan | 24         | 0          | 4     | 0     | 7              | 1              | 35     | 1      |
| 2024/25 | Bologna         | Serie A     | 0          | 0          | 0     | 0     | 0              | 0              | 0      | 0      |
| 2025/26 | Kasımpaşa       | Süper Lig   | 1          | 0          | 0     | 0     | —              | —              | 1      | 0      |
| Totaal  | Totaal          | Totaal      | 66         | 0          | 8     | 0     | 11             | 1              | 85     | 1      |

Bijgewerkt op 12 augustus 2025.

## Interlandcarrière
Baldursson doorliep alle IJslandse vertegenwoordigende jeugdelftallen en nam deel aan het EK –17 in 2019 en het EK –21 in 2021. Hij maakte zijn debuut in het IJslands voetbalelftal op 8 september 2020, toen met 5–1 verloren werd van België in de UEFA Nations League. Hólmbert Friðjónsson opende de score nog namens IJsland, maar daarna kwamen de Belgen Axel Witsel, Michy Batshuayi (tweemaal), Dries Mertens en Jérémy Doku tot scoren. Baldursson mocht van bondscoach Erik Hamrén in de basisopstelling beginnen en hij werd acht minuten na rust gewisseld ten faveure van Emil Hallfreðsson.
| Interlands van Andri Baldursson voor IJsland | Interlands van Andri Baldursson voor IJsland | Interlands van Andri Baldursson voor IJsland | Interlands van Andri Baldursson voor IJsland | Interlands van Andri Baldursson voor IJsland | Interlands van Andri Baldursson voor IJsland | Interlands van Andri Baldursson voor IJsland |
| №                                            | Datum                                        | Wedstrijd                                    | Uitslag                                      | Competitie                                   | Goals                                        |                                              |
| Als speler bij Bologna                       | Als speler bij Bologna                       | Als speler bij Bologna                       | Als speler bij Bologna                       | Als speler bij Bologna                       | Als speler bij Bologna                       | Als speler bij Bologna                       |
| -------------------------------------------- | -------------------------------------------- | -------------------------------------------- | -------------------------------------------- | -------------------------------------------- | -------------------------------------------- | -------------------------------------------- |
| 1                                            | 8 september 2020                             | België – IJsland                             | 5 – 1                                        | Nations League 2020/21                       |                                              |                                              |
| 2                                            | 29 mei 2021                                  | Mexico – IJsland                             | 2 – 1                                        | Vriendschappelijk                            |                                              |                                              |
| 3                                            | 4 juni 2021                                  | Faeröer – IJsland                            | 0 – 1                                        | Vriendschappelijk                            |                                              |                                              |
| 4                                            | 8 juni 2021                                  | Polen – IJsland                              | 2 – 2                                        | Vriendschappelijk                            |                                              |                                              |
| Als speler bij FC Kopenhagen                 |                                              |                                              |                                              |                                              |                                              |                                              |
| 5                                            | 2 september 2021                             | IJsland – Roemenië                           | 0 – 2                                        | WK 2022 kwalificatie                         |                                              |                                              |
| 6                                            | 5 september 2021                             | IJsland – Noord-Macedonië                    | 2 – 2                                        | WK 2022 kwalificatie                         |                                              |                                              |
| 7                                            | 8 september 2021                             | IJsland – Duitsland                          | 0 – 4                                        | WK 2022 kwalificatie                         |                                              |                                              |
| 8                                            | 11 oktober 2021                              | IJsland – Liechtenstein                      | 4 – 0                                        | WK 2022 kwalificatie                         |                                              |                                              |
| 9                                            | 26 maart 2022                                | Finland – IJsland                            | 1 – 1                                        | Vriendschappelijk                            |                                              |                                              |
| Als speler bij IF Elfsborg                   |                                              |                                              |                                              |                                              |                                              |                                              |
| 10                                           | 17 januari 2024                              | Honduras – IJsland                           | 0 – 2                                        | Vriendschappelijk                            |                                              |                                              |

Bijgewerkt op 12 augustus 2025.

## Erelijst
| Superligaen | 1 | 2021/22 |